# Lophocebus ugandae
Lophocebus ugandae är en primat i familjen markattartade apor som förekommer i centrala Afrika. Populationen listades en längre tid som underart eller synonym till Lophocebus albigena och sedan början av 2000-talet godkänns den av flera zoologer som art.

## Utseende
En uppmätt hanne hade en kroppslängd (huvud och bål) av 52,2 cm, en svanslängd av 80,7 cm och en vikt av 8,65 kg. Pälsen har allmänt en svartaktig färg. Typisk är en man av långa hår kring axlarna och fram till bröstet som har en gulbrun till gråbrun färg. Kännetecknande för arten är ett litet kranium.

## Utbredning
Arten observerades vid olika ställen i Uganda. Den lever i regnskogar och i andra städsegröna skogar. Dessutom besöks trädodlingar. Lophocebus ugandae vistas i låglandet och i bergstrakter upp till 1600 meter över havet.

## Ekologi
Denna primat är liksom andra släktmedlemmar aktiv på dagen. Den klättrar i träd och går på marken. På natten sover Lophocebus ugandae i träd. Det förekommer flockar med flera vuxna hannar och honor, flockar med en hanne och några honor samt ensam levande exemplar. Flockarna har allmänt 16 till 20 medlemmar som lever i ett 110 till 400 hektar stort revir. Vanligen etableras inom flocken en hierarki för varje kön.
Djuret äter främst frukter samt insekter som kompletteras med några unga blad, blommor, bark, svampar, andra ryggradslösa djur, fågelägg och ormar.
Arten har olika läten för kommunikationen. Ett av hannarnas skrik kan höras över 500 till 1200 meter. Honor para sig även med hannar som är mindre dominanta. Dessa hannar får vanligen honans förtroende när de vistas i närheten och erbjuder olika tjänster. Honor som blir parningsberedda får en svullnad vid könsdelarna. Dräktigheten varar i genomsnitt 186 dagar och ungen diar sin mor cirka sju månader. Den första framgångsrika parningen äger rum när honan är 6,8 till 7,8 år gammal. Allmänt ligger 17 till 33 månader mellan två födslar.

## Status
Lophocebus ugandae dödas av bönder när den hämtar sin föda från odlingsmark och beståndet hotas av landskapsförändringar. Arten listas inte än av IUCN. Ett verk som har artiklar om flera primater föreslår att den listas som sårbar (VU).